# Czerwionek
Czerwionek (Czerwionka) – potok górski w Sudetach Środkowych w Górach Sowich, Górach Bardzkich i Kotlinie Kłodzkiej w woj. dolnośląskim.

## Przebieg i opis
Górski potok, lewy dopływ Ścinawki dorzecza Odry, zlewiska Morza Bałtyckiego, o długości 13,5 km. W strefie źródliskowej składa się z wielu małych potoczków, których źródła znajdują się na wysokości ponad 650 m n.p.m. na stokach góry Gołębiej, w okolicy Przełęczy Srebrnej. Źródłowe potoczki łączą się ze sobą pod Zajęcznikiem i tworzą jeden potok. Potok w górnym biegu płynie przez Nową Wieś Kłodzką doliną Czerwionka oddzielającą Garb Dzikowca od Garbu Golińca, a dalej Kotliną Kłodzką płynie w kierunku ujścia do Ścinawki w okolicy Gorzuchowa. Zasadniczy kierunek biegu potoku Czerwionka jest południowy. Jest to potok górski odwadniający zbocza Gór Sowich Gór Bardzkich, Garbu Dzikowca oraz Kotlinę Kłodzką. Potok nieuregulowany o wartkim prądzie wody, średni spadek wynosi 27,5‰. W okresach wzmożonych opadów i wiosennych roztopów stwarza poważne zagrożenie powodziowe. Kilkakrotnie występował z brzegów, podtapiając przyległe miejscowości. Wzdłuż potoku prowadzi widokowa droga lokalna Bożków – Nowa Wieś Kłodzka.  Potok nie zdegradowany pod względem zanieczyszczenia, w potoku licznie występuje pstrąg potokowy, strzebla potokowa i śliz.

## Miejscowości
- Nowa Wieś Kłodzka
- Czerwieńczyce
- przysiółek Giełczów